# Calymmaria sequoia
Calymmaria sequoia là một loài nhện trong họ Hahniidae.
Loài này thuộc chi Calymmaria. Calymmaria sequoia được miêu tả năm 2004 bởi Heiss & Draney.